# Calle de Aldabe
La calle de Aldabe es una vía pública de la ciudad española de Vitoria.

## Descripción
Discurre desde un giro en el que confluye con la calle de Badaya cerca de la de la Fundadora de las Siervas de Jesús hasta la de la Coronación de la Virgen Blanca. Durante años, fue barrio, y luego se conoció también como «portal de Aldabe», por ser una de las puertas de entrada a la ciudad. Conectaba entonces con la calle de la Herrería.
Aparece descrita en la Guía de Vitoria (1901) de José Colá y Goiti con las siguientes palabras:

Calle de Aldabe.—Nombre primitivo, si bien antes se llamaba «Portal de Aldabe,» voz vascongada que quiere decir: «al pie o debajo de la cuesta.» Se le dió este título el siglo XIII y fué parte del barrio de su nombre. Principia entre las calles de las Cercas bajas y el Campo de los Sogueros y concluye en el río Abendaño.
(Colá y Goiti, 1901, p. 23)